# 苫灭古麻里氏
苫灭古麻里氏，13世纪康里國王族，元朝女性人物，乞失里的妻子，曲律、牙牙的母亲。

## 生平
成吉思汗铁木真攻占康里时，苫灭古麻里氏刚失去丈失，只留下二个小孩，即曲律、牙牙。年纪都很小，便带着二子想要归附铁木真。一天有數头骆駝负者重物突入營中，驅赶不离去。第二天把骆駝繫在營外，放在它们所負物品之旁，夜间再收到營中，等待其主人物归原主。如此十餘日，没有人来。打开看装的都是西域重寶。苫灭古麻里氏大驚：「上天想要資助我東去，不然，这些东西岂是实我所应有的。」于是驅馳骆驼載着两个儿子经历數國至蒙古汗庭。这时候成吉思汗已死，窝阔台即位，她将其所有全部獻上，窝阔台很吃惊，命人给她们母子准备食物住所。二年后，听说康里國已安定，拜见窝阔台想要回去。窝阔台问：「你之前為何而來，今為何而去？」問她的要求。苫灭古麻里氏回答：「臣妾之前以國亂無主，从遠处歸附陛下，现在賴陛下威德，听说國家已安定，想要回去守墳墓。我这两个儿子，雖愚昧無知，願留下事奉陛下。」窝阔台大喜，召其二子入宿衛，将她以禮遣送回国。十三年後她再来蒙古，两个儿子已跟随蒙哥攻打南宋四川。抵达和林，听说蒙哥已死，諸將都回来了，两个儿子在後面，心中还是以為憂虑。经過一古廟，进入禱告，好像听见神在说话，連稱「好好」，不知什么意思，問她通晓漢語的同族人，知道是吉利话。回到家中，两个儿子已经回来了。于是定居蒙古。曲律無子，牙牙後封康國王，生了六个儿子，其中有阿沙不花。

## 家族
- 公公：虎里思
  - 丈夫：乞失里
    - 儿子：曲律
    - 儿子：牙牙
      - 孙子：孛别舍儿
      - 孙子：和者吉
      - 孙子：不別
      - 孙子：斡禿蛮
      - 孙子：阿沙不花
      - 孙子：康里脫脫
        - 曾孙：霸都
        - 曾孙：铁木儿塔识
        - 曾孙：玉枢虎儿吐華
          - 玄孙：抜都儿
            - 完者帖木儿

          - 玄孙：紐璘

        - 曾孙：達識帖睦邇
        - 曾孙：哈不花
        - 曾孙：阿魯輝帖木儿
        - 曾孙：脱烈
          - 玄孙：長寿安

      - 孙子：哈達帖木儿
        - 曾孙：万僧

      - 孙子：汪家閭
        - 曾孙：博羅帖木儿